# Tatosoma topea
Tatosoma topea är en fjärilsart som beskrevs av Alfred Philpott 1903. Tatosoma topea ingår i släktet Tatosoma och familjen mätare. Inga underarter finns listade i Catalogue of Life.